# NGC 3259
NGC 3259 ist eine Balken-Spiralgalaxie vom Hubble-Typ SBbc im Sternbild Großer Bär am Nordsternhimmel, die schätzungsweise 79 Millionen Lichtjahre von der Milchstraße entfernt ist.
Das Objekt wurde am 3. April 1791 von Wilhelm Herschel entdeckt.